# ۲۸ مهر
۲۸ مهر دویست و چهاردهمین روز سال در گاه‌شماری خورشیدی است. به پایان سال ۱۵۱ روز (۱۵۲ روز در سال کبیسه) باقی‌است.

## رویدادها
- ۱۲۲۷ - آغاز صدراعظمی امیرکبیر به فرمان ناصرالدین شاه
- ۱۳۸۶ - حادثه ۲۸ مهر ۱۳۸۶ بل ای‌اچ-۱ کبرا هوانیروز ارتش جمهوری اسلامی ایران
- ۱۳۹۷. برگزاری سومین دور انتخابات شورای ملی افغانستان در نظام جمهوری اسلامی

## زادروزها
- ۱۲۴۵ - ستارخان، از سرداران جنبش مشروطه ایران
- ۱۳۵۸ - شهاب رمضان، خواننده
- ۱۳۵۹ - هانا کامکار، بازیگر
- ۱۳۶۰ - علیرضا عباسفرد، بازیکن فوتبال
- ۱۳۶۱ - احمد آل‌نعمه، بازیکن فوتبال
- ۱۳۶۴ - سعید معروف، بازیکن والیبال

## درگذشت‌ها
- ۱۴۰۲ - فاضل گلپایگانی، نماینده استان تهران در دوره پنجم مجلس خبرگان رهبری